# Federazione Europea dei Partiti Verdi
La Federazione Europea dei Partiti Verdi (FEPV) è stata un'organizzazione, operativa a livello europeo, di partiti politici di ispirazione ecologista.
Fondata nel 1993, si prefiggeva di coordinare i vari partiti membri, contribuire alla stesura di una piattaforma comune e aiutare lo sviluppo dei soggetti politici ecologisti.
È stata proprio l'azione della FEPV a permettere l'elezione dei primi parlamentari verdi in Spagna, attraverso il coordinamento dei vari partiti verdi regionali spagnoli.
Nel Parlamento Europeo ha fatto parte del Gruppo Verde (1993-99) e poi del gruppo I Verdi/Alleanza Libera Europea (1999-2004).
Il 21 febbraio 2004 la FEPV si è trasformata in un partito politico europeo, il Partito Verde Europeo. 